# SN 2005fv
SN 2005fv – supernowa typu Ia odkryta 15 września 2005 roku w galaktyce A030522+0051. W momencie odkrycia miała maksymalną jasność 21,10m.